# Collégiale Notre-Dame de Saint-Hippolyte
La collégiale Notre-Dame de Saint-Hippolyte est une  ancienne collégiale du XIVe siècle avec clocher à dôme à impériale à Saint-Hippolyte dans le Haut-Doubs en Franche-Comté. Elle est dédiée à la Vierge Marie, à Saint Hippolyte et inscrite aux monuments historiques depuis le 6 mars 1979.

## Historique
En 1303, le comte Jean II de la Roche (famille de la Roche) fonde un chapitre de huit chanoines (créateurs d'une « école de langue et poésies latines » réputée) et fait édifier cette collégiale en 1308 au bord du Doubs sur une chapelle édifiée en 1040 avec un clocher-porche initialement de style gothique. Elle possède quatre autels afin que les chanoines puissent dire plusieurs messes en même temps. Le sol est pavé des pierres tombales des comtes de la Roche, de chanoines du chapitre et d'habitants de la cité ... 
Entre 1418 à 1452 (durant 34 ans) le comte Humbert de Villersexel fait abriter le Saint Suaire dans cette collégiale de son fief pour le protéger des ravages des mercenaires des grandes compagnies durant la guerre de Cent Ans (1337 à 1453).
Durant la Révolution française, le mobilier est entièrement détruit et entièrement remplacé depuis.
Un clocher à dôme à impériale remplace la tour gothique initiale brûlée par les mercenaires du roi Gustave II Adolphe de Suède durant la guerre de Dix Ans (1634-1644).

## Galerie

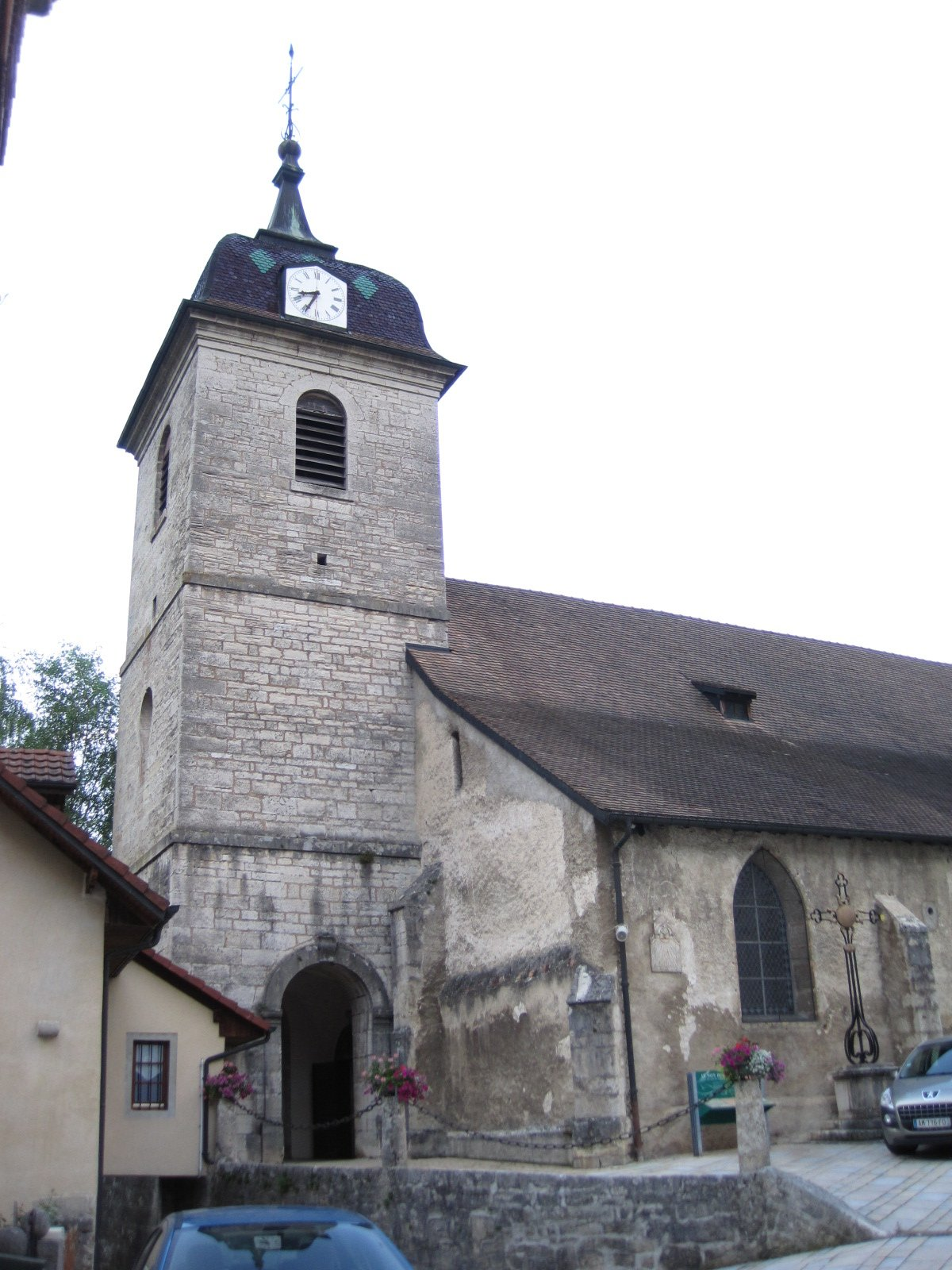
Église
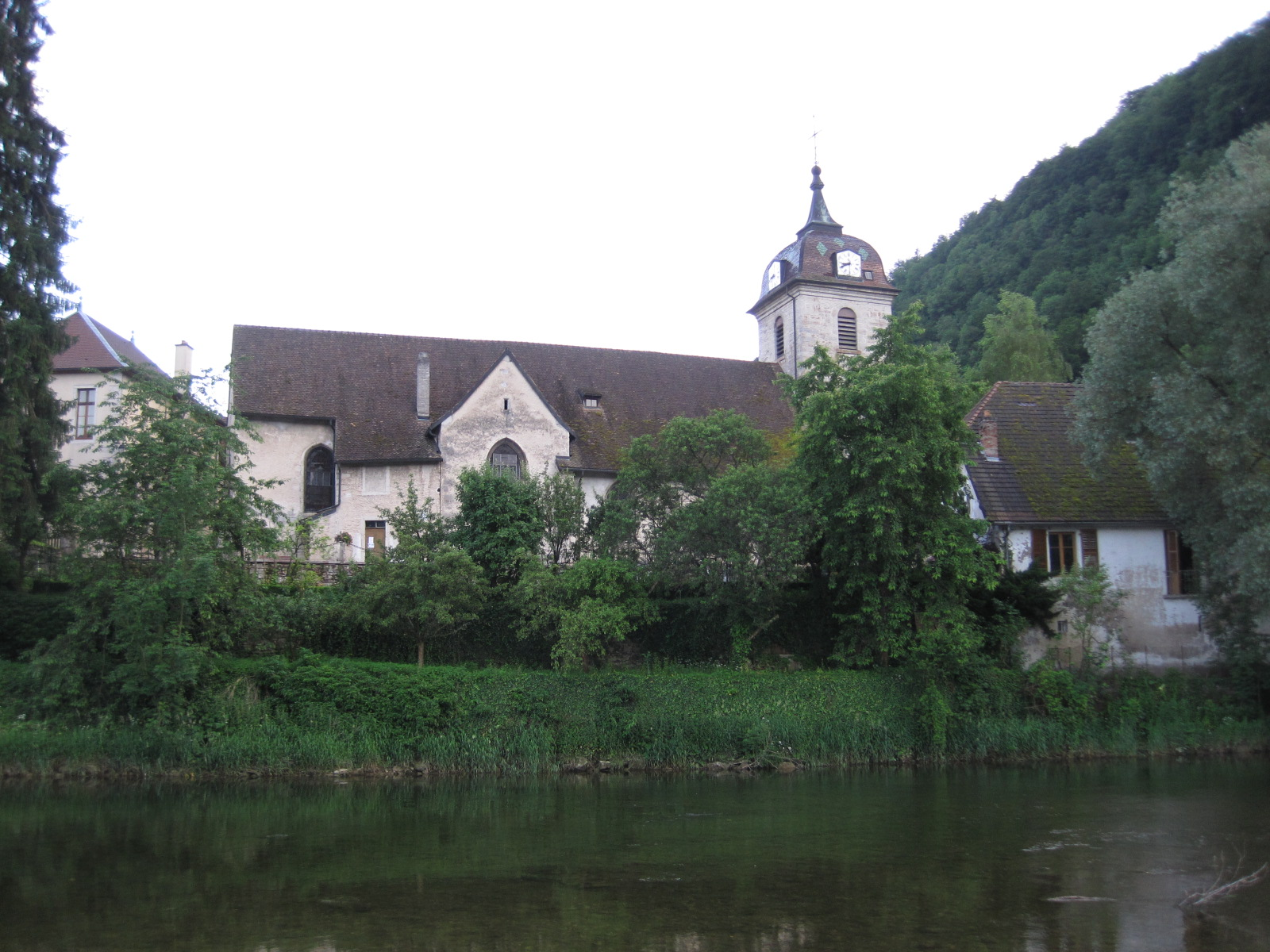
Église
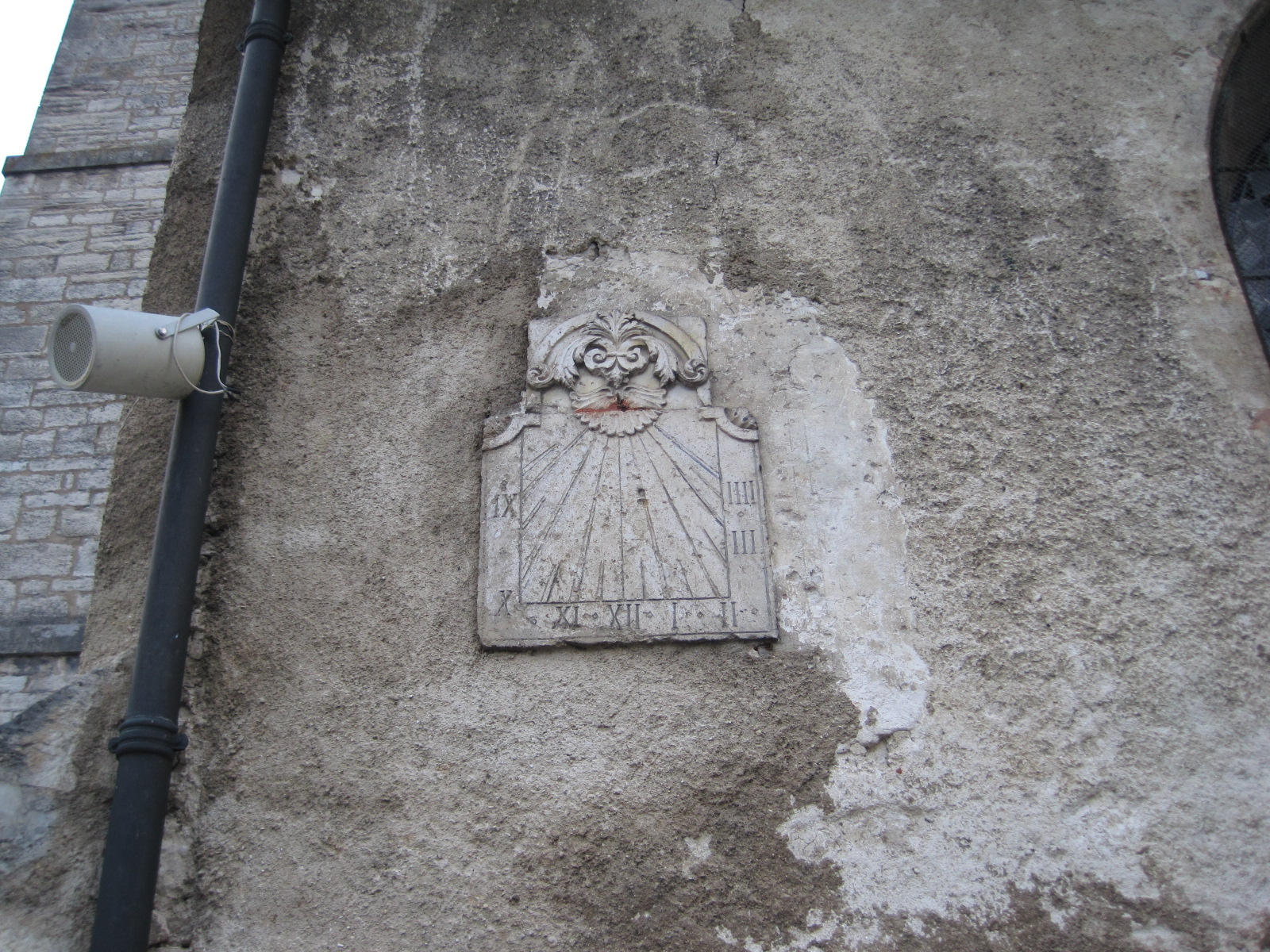
Église
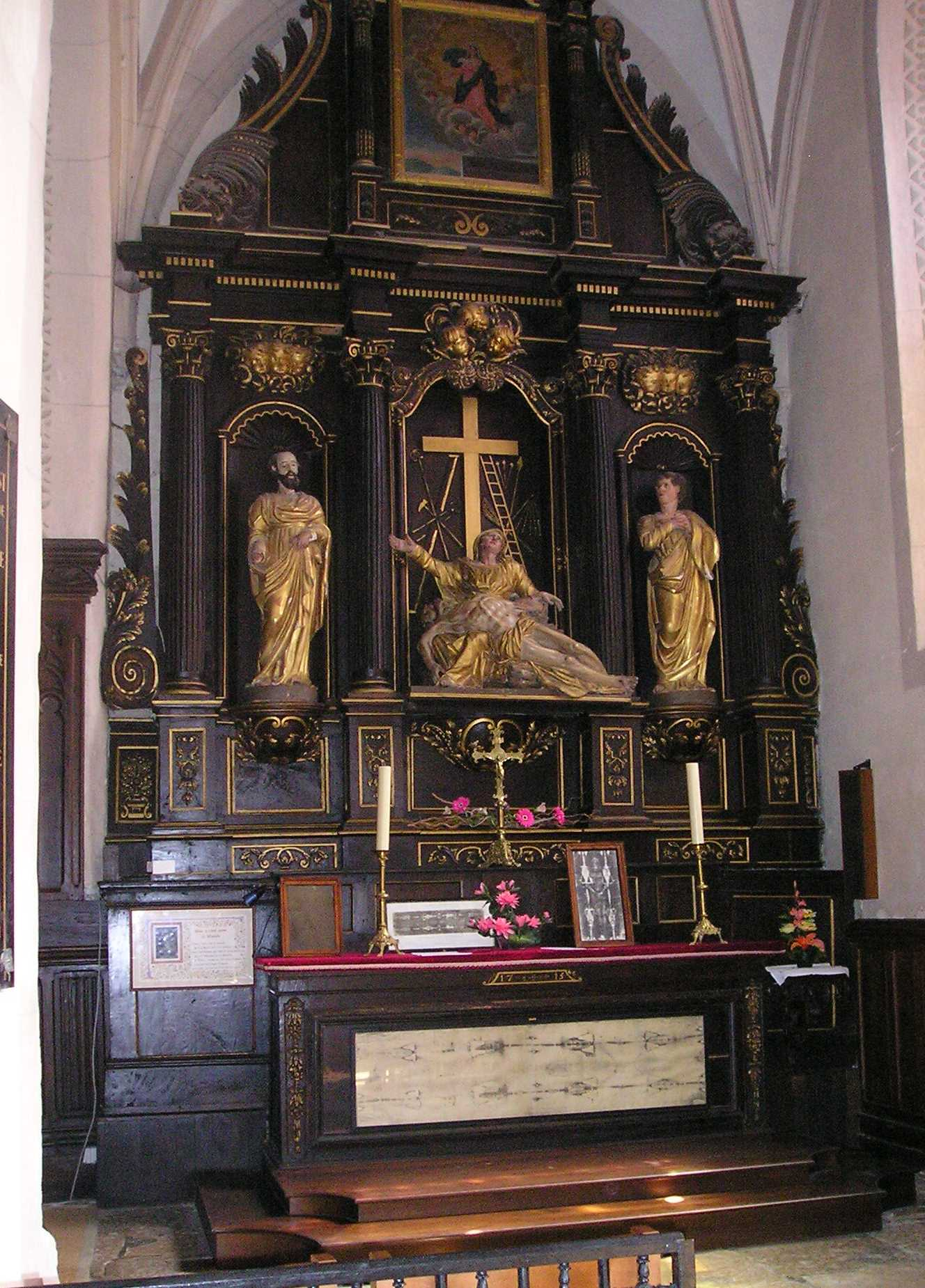
Église